# Eyvazlılar
Eyvazlılar è un comune dell'Azerbaigian situato nel distretto di Goranboy.